# بيفيرلي راندولف ماسون
بيفيرلي راندولف ماسون (بالإنجليزية: Beverley Randolph Mason)‏ هو ضابط أمريكي، ولد في 1 سبتمبر 1834 في Okeley Manor ‏ في الولايات المتحدة، وتوفي في 22 أبريل 1910 في واشنطن العاصمة في الولايات المتحدة.